# Nanatsu no umi: Kōhen: Teisō hen
Nanatsu no umi: Kōhen: Teisō hen (七つの海 後篇 貞操篇?) è un film del 1932 diretto da Hiroshi Shimizu.
La pellicola, nota internazionalmente anche come Seven Seas: Chastity Chapter, rappresenta la seconda parte di un'opera in due capitoli che comincia con il film Nanatsu no umi: Zenpen: Shojo hen (七つの海・前篇・処女篇). La prima parte uscì nelle sale nel dicembre 1931, mentre questa seconda uscì nel marzo 1932.

## Trama
Sposatisi, Yumie e Takehiko partono per il viaggio di nozze. La sposa mette però subito in chiaro che non ha nessuna intenzione di concedersi al marito, mettendo in atto così la prima parte della vendetta verso colui che, nel capitolo precedente, approfittando di lei ne aveva rovinato i sogni e minato la salute dei familiari.
Con insospettabile risolutezza e freddezza, Yumie sperpera il denaro del marito, destinandone comunque buona parte a donazioni per l'ospedale psichiatrico in cui è in cura la sorella Miwako. Arriva persino a stipendiare l'amante che il marito ha ripreso a frequentare regolarmente dopo aver rinunciato a cercare compromessi con la moglie. Yumie, che ora ha il disprezzo di tutti gli Yagibashi, è bravissima a recitare la parte della dura, ma dentro di sé soffre soprattutto per il distacco dall'amato Yuzuru e trova consolazione solo sfogandosi sul suo diario.
Yuzuru ha lasciato la sua famiglia e intrapreso la professione di traduttore. Pur non comprendendo il comportamento di Yumie, quando per intercessione di Ichiro, Ayako osa confessarle il suo amore, si sottrae, non ritenendosi pronto ad affrontare una nuova storia.
Ayako ancora non sa che il padre che non ha mai visto, in quanto scappò in America per la vergogna di aver tradito sua moglie, è tornato e, pentitosi, vuole conoscerla.
Quando l'operato di Yumie finisce per intaccare anche la reputazione pubblica degli Yagibashi, questi non ne possono più e spingono Takehiko a ripudiare la moglie che non gli si è mai concessa, costringendolo ad umiliarsi.
Yumie ha consumato la sua vendetta ed ora, libera da legami, vorrebbe quanto meno provare a spiegarsi a Yuzuru, che abbandonò immotivatamente. L'uomo rifiuta di vederla ma poi, grazie ad Ichiro e Yamaman, che raccolgono per caso il diario di Yumie, si convince leggendo lo stesso, che la donna l'ha sempre amato ed ha agito in maniera apparentemente incomprensibile, solo per poter curare la sorella e rovinare Takehiko.
L'amore tra Yuzuru, che vede pubblicata la sua prima traduzione, il romanzo "I sette mari", e Yumie, che, riunisce la sorellina Momoko alla sorella maggiore Miwako, finalmente guarita, alla fine trionfa su tutto.

## Produzione
L'opera si distacca dalle tematiche più care a Shimizu, sia nel periodo del muto che nel successivo fortunato periodo sonoro. Ciononostante, sia pure su una struttura melò, la regia non rinuncia a scelte stilistiche originali (alcune lunghe carrellate in paesaggi naturali, che hanno la funzione di collegamento ma anche valore simbolico) né a sottolineare aspetti di critica sociale presenti nel ricco soggetto originale. Si evince una visione generalmente negativa delle classi più agiate in rapporto anche all'influenza su queste dell'occidente che pare essere una cattiva guida morale, sia pure solo sullo sfondo. D'altro canto l'esaltazione dei personaggi femminili, protagoniste forti e indipendenti, rimarca un chiaro cambiamento in corso nella società contemporanea, questo visto certamente in maniera positiva.